# Bothriochloa springfieldii
Bothriochloa springfieldii är en gräsart som först beskrevs av Gould, och fick sitt nu gällande namn av Parodi. Bothriochloa springfieldii ingår i släktet Bothriochloa och familjen gräs. Inga underarter finns listade i Catalogue of Life.